# Yuvabaşı, Musabeyli
Yuvabaşı là một xã thuộc huyện Musabeyli, tỉnh Kilis, Thổ Nhĩ Kỳ. Dân số thời điểm năm 2010 là 340 người.